# N'Klabe
N'Klabe est un groupe portoricain de salsa formé en 2003 par Héctor José Torres Donato, Félix Javier Torres et Johnny Maldonado Díaz, remplacé ensuite par Ricardo Porrata.

## Historique
N'Klabe est formé en 2003 par Félix Javier « Felo » Torres. Ils ont sorti plusieurs albums, dont leur leur premier album, Salsa Contra Viento y Marea en 2004, et ont récemment sorti leur nouveau single le 6 mars 2021 Se Parece A Ella.
Tout au long de leur carrière, N'Klabe a collaboré avec des chanteurs de salsa tels que Gilberto Santa Rosa, Víctor Manuelle, Cheo Feliciano, Ismael Miranda, Luisito Carrión, Brenda K. Starr, et Rey Ruiz, entre autres. Ils ont également collaboré avec des artistes de reggaeton comme Voltio, R.K.M & Ken-Y, et Jowell & Randy.
En 2008, N'Klabe commence une tournée promotionnelle internationale, organisant des spectacles au Pérou, en Colombie et aux États-Unis. À Lima, ils se produisent devant une foule de 35 000 personnes. En 2008, ils jouent en Suisse. Ils ont également participé à la journée nationale de la salsa à Porto Rico, et ont fait partie du concert des Fania All-Stars.
Dans leur album La Nueva Escuela le groupe rend hommage aux vétérans de Salsa comme Lalo Rodriguez, Jerry Rivera, Luis Enrique, Eddie Santiago et d'autres.
Entre 2008 et 2009 Ricky et Héctor ont quitté le groupe. En février 2009 Anthon Ibañez a rejoint Felo. Puis, ils ont décidé de sélectionner leur troisième membre parmi les finalistes de la sixième saison du show Objectivo Fama.
Au bout d'un certain temps, Anthon quitte le groupe est remplacé par Roberto Karlo Figueroa.
En novembre 2011, N'Klabe sort l'album Aires de Navidad chez NuLife Entertainment et Sony Music Latin. L'album débute dans le Top 5 de la liste des meilleurs albums latinos d'iTunes, avec Romeo Santos, Pitbull, Jenni Rivera, et Vicente Fernández. La chanson-titre atteint la première place du Billboard dans la catégorie Latin Tropical Airplay. C'est la troisième chanson du groupe à atteindre cette place, après "Amor de una Noche" et "I Love Salsa". C'est également l'une des rares chanson de vacances à atteindre la première place du Billboard, et le seul groupe de salsa à l'avoir fait ces dernières années,.

## Discographie

### Albums
- 2012 : La salsa Vive (Nulife entertainment)Studio CD

1. Intro - Quítate Tú
2. La Banda
3. Lluvia
4. Persona Ideal
5. A Puro Dolor
6. Ven Devórame Otra Vez
7. He Tratado
8. Frió Frió
9. La Rueda
10. Perdóname
11. Mi Vida Eres Tú
12. Pal 23

Live DVD	
1. Intro - Quítate Tu
2. La Banda
3. Lluvia
4. Una Aventura
5. Persona Ideal
6. A Puro Dolor
7. Amor De Una Noche
8. Ha Tratado
9. Frio Frio
10. ¿Qué Hay De Malo?
11. Hasta Que Te Conoci
12. Ven Devórame Otra Vez
13. La Rueda
14. ¡I Love Salsa!

## Membres

### Fondateurs
- Héctor José Torres Donato (né le 14 juin 1980)
- Félix Javier Torres (né le 5 novembre 1979)
- Johnny Maldonado Díaz (né le 2 décembre 1976 à Brooklyn)

### Autres
- Luis Marin : piano
- Pedro Perez : basse
- Markitos Lopez : timbales
- Sammy Garcia : congas et percussions mineures
- Jan Duclerk, Piro Rodriguez, Angie Machado : trompettes
- Jorge Diaz : trombone
- Ernesto Sanchez, Victor "Yuka" Maldonado : saxophone baryton
- Gino Ramirez, Luisito Carrion, Dalver Garcia, Primi Cruz, Hector Torres, Felix J. Torres, Ricky Porata, Canito de Sabana Seca : chœurs